# Ferruccio Cableri
Ferruccio Cableri (Trieste, 15 aprile 1907 – Golfo dell'Asinara, 9 settembre 1943) è stato un militare italiano, ufficiale della Regia Marina durante la seconda guerra mondiale, croce di guerra, medaglia di bronzo e d'argento al valor militare.
È ricordato per il suo ruolo di primo direttore di tiro dell'incrociatore Fiume nella battaglia di Capo Matapan e di comandante in seconda della corazzata Roma, dove decedette nel suo affondamento nel grado di capitano di fregata.

## Biografia
Ferruccio Cableri nacque Kabler, a Guardiella, frazione di Trieste, nel 1907, figlio di Antonio, funzionario di prefettura e di Antonia Krancih, casalinga. Il cadetto Cableri entrò nell'Accademia navale di Livorno giovanissimo, ottenendo il grado di guardiamarina in spe il 23 giugno 1927, di sottotenente di vascello del Ruolo Comando il 1º gennaio 1929 e di tenente di vascello il 12 luglio 1932.
Ebbe diversi imbarchi, sempre su navi maggiori, tra cui nel 1932, quella dell'incrociatore Trento divenendo poi 3° direttore di tiro nel 1933-34. Comandante in seconda del cacciatorpediniere Folgore dal 12 aprile 1935. Con l'incrociatore Raimondo Montecuccoli (Capitano di vascello Alberto Da Zara) nel 1937-1938, Cableri partecipò ad una famosa crociera in estremo oriente sino a Shanghai in qualità di primo direttore del tiro dal 25 ottobre 1936 sino al 28 marzo 1938.
Ufficiale di stato maggiore al rientro in patria, il 7 aprile 1939 partecipò alla conquista di Valona, in Albania, al comando della torpediniera Centauro.
Con lo scoppio della guerra divenne capitano di corvetta e primo direttore del tiro dell'incrociatore Fiume (CV Giorgio Giorgis), partecipando agli scontri di Capo Teulada (27 novembre 1940, riuscendo a colpire l'incrociatore Inglese Berwick) e Capo Matapan (28 marzo 1941). Naufrago rimase in acqua per un intero giorno e fu raccolto dal cacciatorpediniere greco Hydra che lo condusse prigioniero ad Atene il 30 marzo. Liberato dalla prigionia nel mese di maggio, Cableri venne rimpatriato e rientrò in servizio sulla corazzata Roma, allora in allestimento, da capitano di fregata, prima quale comandante in terza poi quale comandante in seconda della grande nave.
A bordo della Roma Cableri trovo' eroica morte a soli 36 anni nel pomeriggio 9 settembre 1943, nel suo affondamento da parte di aerei tedeschi nel golfo dell'Asinara, in Sardegna.